# World Series 2003
Le World Series 2003 sono state la 99ª edizione della serie di finale della Major League Baseball al meglio delle sette partite tra i campioni della National League (NL) 2003, i Florida Marlins, e quelli della American League (AL), i New York Yankees. A vincere il loro secondo titolo furono i Marlins per quattro gare a due.
Dopo la sorprendente vittoria delle World Series 1997, i Marlins non avevano più fatto ritorno ai playoff e ancora una volta trionfarono come wild card. Dopo avere iniziato la stagione con un record di 16–22, la squadra licenziò il manager Jeff Torborg e assunse Jack McKeon, in pensione da due anni, con cui ebbe un record parziale di 75–49. Questa serie fu in qualche modo messa in ombra, tuttavia, dalle Championship Series di entrambe le leghe quell'anno, quando i Chicago Cubs e i Boston Red Sox, che non vincevano il titolo da diversi decenni, persero entrambe la vittoria del pennant in maniera drammatica in gara 7.

## Sommario

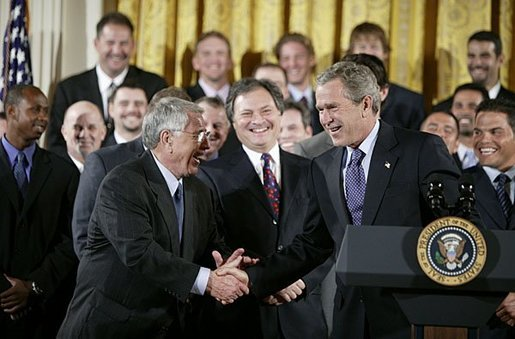
I Marlins dal Presidente George W. Bush alla Casa Bianca

Florida ha vinto la serie, 4-2.
| Gara | Data       | Risultato                                             | Stadio             | Tempo | Pubblico |
| ---- | ---------- | ----------------------------------------------------- | ------------------ | ----- | -------- |
| 1    | 18 ottobre | Florida Marlins – 3, New York Yankees – 2             | Yankee Stadium     | 3:43  | 55.769   |
| 2    | 19 ottobre | Florida Marlins – 1, New York Yankees – 6             | Yankee Stadium     | 2:56  | 55.750   |
| 3    | 21 ottobre | New York Yankees – 6, Florida Marlins – 1             | Pro Player Stadium | 3:21  | 65.731   |
| 4    | 22 ottobre | New York Yankees – 3, Florida Marlins – 4 (12 inning) | Pro Player Stadium | 4:03  | 65.934   |
| 5    | 23 ottobre | New York Yankees – 4, Florida Marlins – 6             | Pro Player Stadium | 3:05  | 65.975   |
| 6    | 25 ottobre | Florida Marlins – 2, New York Yankees – 0             | Yankee Stadium     | 2:57  | 55.773   |

## Hall of Famer coinvolti
- Marlins: Iván Rodríguez
- Yankees: Joe Torre (manager), Derek Jeter, Mike Mussina, Mariano Rivera